# John Peake
John Morris Peake (26. kolovoza 1924.) je bivši britanski hokejaš na travi.
Osvojio je srebrno odličje igrajući za Uj. Kraljevstvo na hokejaškom turniru na Olimpijskim igrama 1948. u Londonu. Odigrao je svih 5 susreta na mjestu napadača.

## Vanjske poveznice
- Profil na DatabaseOlympics